# 강자순
강자순(姜子順, 1443년 ~ ?).
1443 ∼ ? 문종대왕(文宗大王)의 딸 경숙옹주(敬淑翁主)와 혼인하여 1454년(단종 2) 4월 16일 순의대부 반성위(班城尉)가 되고 경숙옹주가 후사없이 일찍 별세하여 1471년 경주이씨(慶州李氏) 현감 이길상(李吉祥)의 딸을 다시 맞이하였다. 1483년(성종 14) 5월 황주선위사(黃州宣慰使), 1485년(성종 16) 통헌대부, 1494년(성종 25) 5월 집경전(集慶殿) 행향사(行香使), 시호는 공안(恭安)

## 생애
1443년(세종 25)에 태어났으며, 대호군과 상호군을 지내고 사후에 증 병조판서로 추증된 강휘(姜徽)이고 어머니는 인천이씨(仁川李氏)로 숭정대부 동지돈녕부사 이효지(李孝智)의 딸이며, 대제학 증 의정부영의정 이문화(李文和)의 손녀이다. 강회백의 동생 강회중(姜淮仲)의 증손으로, 아버지 강휘는 원종공신에 녹훈되었다.
1454년(단종 2) 4월 16일 문종의 서녀 경숙옹주와 혼인하고 순의대부(順義大夫)가 되었으며 반성위(班城尉)에 봉작되었다. 경숙옹주는 문종이 왕세자 시절 후궁인 사칙 양씨에게서 얻었으며, 이후 사칙 양씨는 딸을 하나 더 낳았지만 어려서 요절한다. 이후 각종 왕실 행사에 종친 자격으로 초대되었으며 1469년 의빈부 의빈(儀賓府儀賓)에 임명되고 그밖의 상세한 행적은 전하지 않는다.
그뒤 경숙옹주가 죽자 1471년(성종 2) 사대부인 현감 이길상의 딸 경주이씨와 재혼했는데, 당시 이길상은 이미 사망한 상태였고 이길상의 처가 딸을 자신에게 의탁하였다 한다. 경숙옹주의 정확한 사망 시점은 정확하게 전하지 않으나 강자순이 경주이씨 이길상의 딸과 재혼하기 직전으로 추정된다.
1480년(성종 11) 승빈(承賓), 1483년(성종 14) 5월 황주 선위사로 파견되었다. 1482년 그가 이길상의 딸과 재혼한 것을 두고 문제시되어 예조, 사헌부, 사간원 등으로부터 여러번 논계를 당했고, 이후 경주이씨를 첩으로 논정할지 정실부인으로 논정할지 여부가 여러번 논란이 되기도 했다. 1485년(성종 16) 통헌대부 등을 역임하고 1494년(성종 25) 5월 집경전 행향사를 지내기도 했다. 중종 때에 가서 그의 재취부인 경주이씨를 첩이 아닌 후실부인으로 논정하였다.
유관(柳灌)은 훗날 그의 후실 경주이씨가 후실로 인정되는 것을 그와 인척관계였던 김식(金湜)이 대간을 사주하여 공론을 조장한 것이라는 의혹을 제기하였다.
그의 행적에 대한 상세한기록 및 경숙옹주의 사망 과정에 대한 기록은 미상이다. 그의 사망년대와 사망지, 사망원인은 미상이며, 묘소는 경기도 양주군 진건면 송릉리(현, 남양주시 진건읍  송능리 산78번지) 묘좌(卯坐)에 있다. 그의 묘소 아래에는 경숙옹주의 묘소가 있고, 경숙옹주 묘 바로 아래에는 정경부인 경주이씨의 묘소가 있다.

## 가족 관계
경주이씨에게서 얻은 딸 1명은 세조의 서자 덕원군 서의 넷째아들 숭선도정(嵩善都正) 증 숭선군(嵩善君) 이총과 혼인하였다.
- 아버지 : 강휘(姜徽, ? ~ 1459년)
- 어머니 : 인천이씨(仁川李氏)
  - 누이 : 신부인 진주강씨
  - 매형 : 신풍도정 이순, 보성군 이합의 아들
  - 형 : 강자평
  - 동생 : 강자정
- 부인 : 경숙옹주
- 부인 : 경주이씨, 현감 이길상의 딸, 증 판윤 계천군 이종직의 손녀
  - 아들 : 형동(亨童)
  - 딸 : 진주강씨
  - 사위 : 숭선도정(嵩善都正) 증 숭선군(嵩善君) 이총, 세조의 서손자
    - 외손자 : 연풍도정 이학수
    - 외손자 : 연성부정 이미수
    - 외손녀사위 : 김덕순
    - 외손녀사위 : 홍수기
- 장인 : 문종
- 적장모 : 현덕왕후
- 장모 : 사칙 양씨
- 장인 : 이길상
  - 장조부 : 이종직

## 기타
형동은 뒤에 선략장군 부호군을 거쳐 가선대부에 이르렀다.
그가 후취로 들인 경주이씨의 서얼 숙부가 노비 출신 포도대장 이양생이다. 이씨부인과 그의 아버지는 모두 정실 소생 적출로, 이씨부인의 아버지 현감 이길상은 군수 증 판윤 이종직의 적자였지만, 이양생은 이종직이 노비 여성에게서 얻은 아들이었다.

## 같이 보기
- 경숙옹주
- 부마
- 조선 문종
- 사칙 양씨
- 경혜공주
- 단종
- 세조
- 이양생
- 정현조

## 참고 문헌
- 세조실록
- 성종실록
- 중종실록
- 대동야승